# Mário Centeno
Mário José Gomes de Freitas Centeno (Olhão, 9 de desembre de 1966) és un economista i polític portuguès, actual governador del Banc de Portugal des de 2020. Anteriorment, va ser ministre de Finances del Govern de Portugal des del 26 de novembre de 2015 fins al 15 de juny de 2020, i president de l'Eurogrup des del 13 de gener de 2018 al 13 de juliol de 2020.

## Biografia
Centeno és llicenciat en Economia i màster en Matemàtiques aplicades per l'Institut Superior d'Economia i Gestió (ISEG) de la Universitat Tècnica de Lisboa. És doctor per l'Escola de Negocis Harvard de la Universitat Harvard.

## Trajectòria
Va ser economista del Banc de Portugal des de 2000, i Director Adjunt del Departament d'Estudis Econòmics d'aquest departament entre el 2004 i el 2013. Entre el 2004 i el 2013, també va ser membre del Comitè de Política Econòmica de la Unió Europea. Entre el 2007 i el 2013 va ser president del Grup de Treball per al Desenvolupament d'Estadístiques Macroeconòmiques al Consell Superior d'Estadística. També és catedràtic d'Economia a l'Institut Superior d'Economia i Gestió de Lisboa.
A partir de 2014, va ser professor de la ISEG, Universitat de Lisboa i va treballar com a assessor del Banc Central de Portugal. A més va exercir d'assessor econòmic del líder socialista António Costa i encarregat de coordinar el programa econòmic del partit socialista per a les eleccions legislatives de 2015.
Després de l'elecció de António Costa com a primer ministre de Portugal, al novembre de 2015, Centeno va ser designat ministre de Finances de Portugal. El 2017 va ser elegit president de l'Eurogrup, assumint el càrrec el 13 de gener de 2018.
El 2020, va abandonar els seus càrrecs després de ser nomenat pel Consell de Ministres de Portugal com a governador del Banc de Portugal el 16 de juliol.